# Karl Ziegler
Karl Waldemar Ziegler (født 26. november 1898, død 12. august 1973) var en tysk kemiker, der modtog nobelprisen i kemi i 1963 sammen med Giulio Natta for deres arbejde med polymerer. Nobelpriskomiteen anerkendte hans "fremragende arbejde med organometalliske forbindelse [som]... ledte til nye polymeriseringsreaktioner og... banede vejen for nye og meget anvendelige industrielle processer". Han er også kendt for sin forskning af frie radikaler, mangeleddede ring og organometalliske forbindelser samt for udviklingen af Ziegler–Natta katalysatoren. En af de mange hædersbevisninger, som Ziegler modtog, var Werner von Siemens Ring i 1960 som han fik sammen med Otto Bayer og Walter Reppe for at udvide den videnskabelige viden og tekniske udvikling af nye syntetiske materialer.